# Wydział Malarstwa i Rzeźby Akademii Sztuk Pięknych im. Eugeniusza Gepperta we Wrocławiu
Wydział Malarstwa i Rzeźby Akademii Sztuk Pięknych im. Eugeniusza Gepperta we Wrocławiu – jeden z czterech wydziałów Akademii Sztuk Pięknych im. Eugeniusza Gepperta we Wrocławiu. Jego siedziba znajduje się przy Placu Polskim 3/4 we Wrocławiu.

## Struktura
- Katedra Malarstwa
  - I - XIV Pracowni Malarstwa[2]
- Katedra Rysunku
  - I - X Pracowni Rysunku[3]
- Katedra Malarstwa Architektonicznego i Multimediów
  - Pracownia Malarstwa Architektonicznego i Sztuki w Przestrzeni Publicznej
  - Pracownia Malarstwa Architektonicznego i Sztuki w Przestrzeni Publicznej w Centrum Sztuk Użytkowych - Centrum Innowacyjności
  - Pracownia Technologii Malarstwa i Technik Malarskich
  - Pracownia Technologii i Technik Ceramicznych w Malarstwie i Rzeźbie
  - Pracownia Multimedialna
  - Pracownia Mediów Elektronicznych[4]
- Katedra Rzeźby i Działań Przestrzennych
  - I - II Pracownia Podstaw Rzeźby
  - III - VI, XII - XVII Pracownia Rzeźby
  - Pracownia Medalierstwa i Małych Form Rzeźbiarskich
  - Pracownia Projektowania Rzeźby w Architekturze i Urbanistyce
  - Pracownia Intermediów
  - Pracownia Fotografii II rok
  - Sztukatornia[5]
- Katedra Technik Rzeźbiarskich
  - Pracownia odlewnictwa
  - Pracownia metalu
  - Pracownia drewna
  - Pracownia konserwacji i rekonstrukcji drewna[6]
- Katedra Mediacji Sztuki
  - Pracownia Komunikacji Twórczej
  - Pracownia Słowa i Obrazu
  - Warsztat Sztuki Performance
  - Studium Relacji Przestrzennych
  - Widzenie a obrazowanie
  - Sztuka Mediów
  - Sztuka w przestrzeni publicznej
  - Warsztat twórczości edukacyjnej
  - Krytyka Artystyczna
  - Projekty Kuratorskie
  - Pracownia Malarstwa
  - Pracownia Rysunku
  - Pracownia Rzeźby
  - Fotografia
  - Działania w przestrzeni publicznej
  - Rysunek w kreacji przestrzennej[7]

## Kierunki studiów
- Malarstwo
- Rzeźba
- Mediacja Sztuki[8]

## Władze
Dziekan: prof. Wojciech Pukocz

Prodziekan: prof. Aleksander Zyśko